# Sasalak Haiprakhon
Sasalak Haiprakhon (taj. ศศลักษณ์ ไหประโคน, ur. 8 stycznia 1996 w Buri Ram) – tajski piłkarz grający na pozycji lewego pomocnika. Od 2017 roku jest zawodnikiem klubu Buriram United.

## Kariera piłkarska
Swoją karierę piłkarską Haiprakhon rozpoczął w klubie Bangkok United. 23 sierpnia 2014 roku zadebiutował w jego barwach w Thai Premier League w przegranym 0:3 wyjazdowym meczu z Chiangrai United. W sezonie 2014 zdobył z Bangkok United Puchar Tajlandii.
W 2017 roku Haiprakhon został piłkarzem klubu Buriram United. Zadebiutował w nim 17 czerwca 2017 w wygranym 2:0 domowym meczu z Royal Thai Navy. W sezonach 2017 i 2018 wywalczył z Buriram dwa tytuły mistrza Tajlandii.
| Sezon | Klub           | Kraj      | Rozgrywki      | Mecze | Gole |
| ----- | -------------- | --------- | -------------- | ----- | ---- |
| 2014  | Bangkok United | Tajlandia | Premier League | 1     | 0    |
| 2015  | Bangkok United | Tajlandia | Premier League | 6     | 0    |
| 2016  | Bangkok United | Tajlandia | Premier League | 6     | 1    |
| 2017  | Bangkok United | Tajlandia | Premier League | 0     | 0    |
| 2017  | Buriram United | Tajlandia | Premier League | 9     | 0    |
| 2018  | Buriram United | Tajlandia | Premier League | 24    | 2    |

## Kariera reprezentacyjna
W reprezentacji Tajlandii Haiprakhon zadebiutował 2 czerwca 2018 roku w przegranym 0:2 towarzyskim meczu z Chinami. W 2019 roku powołano go do kadry na Puchar Azji.